# Tequila Sunrise (singolo)
Tequila Sunrise è un singolo del gruppo musicale statunitense Eagles, pubblicato nel 1973. Negli Stati Uniti è stato pubblicato anche come doppio lato A.

## Tracce
1. Tequila Sunrise – 2:52 (Henley, Frey)
2. Twenty-One – 2:11 (Leadon)

## Formazione
- Glenn Frey - voce, chitarra acustica
- Bernie Leadon - chitarra elettrica, cori
- Randy Meisner - basso, cori
- Don Henley - batteria, percussioni, cori

## Classifiche
| Classifica                       | Posizione migliore |
| -------------------------------- | ------------------ |
| Billboard Canadian Singles Chart | 68                 |
| Canadian Adult Contemporary      | 81                 |
| Billboard Hot 100                | 64                 |